# Tu smo
Tu smo (eng. We're Here) američka je televizijska reality emisija na HBO-u. Emisija prati prethodne natjecatelje iz Drag Race serijala koji putuju po malim gradovima Sjedinjenih država i transformiraju stanovnike tih gradova u drag kraljice.
Emisija je s prikazivanjem započela 23. travnja 2020. godine i do sada su se prikazale četiri sezone. U Hrvatskoj, serija je dostupna na Maxu, nekadašnjem HBO GO-u.

## Dragkraljice
Emisiju vode prethodni natjecatelji iz američke emisije RuPaul's Drag Race. U četvrtoj sezoni, ekipi se pridružuje i Priyanka iz emisije Canada's Drag Race.

- Bob the Drag Queen (1.–3. sezona)
- Eureka O'Hara (1.–3. sezona)
- Shangela (1.–3. sezona)
- Jaida Essence Hall (4. sezona)
- Priyanka (4. sezona)
- Sasha Velour (4. sezona)
- Latrice Royale (4. sezona)

## Pregled serije
| Sezona | Sezona | Epizode | Epizode | Originalno emitiranje | Originalno emitiranje |
| Sezona | Sezona | Epizode | Epizode | Premijera             | Finale                |
| ------ | ------ | ------- | ------- | --------------------- | --------------------- |
|        | 1.     | 6       | 6       | 23. travnja 2020.     | 4. lipnja 2020.       |
|        | 2.     | 8       | 8       | 11. listopada 2021.   | 29. studenoga 2021.   |
|        | 3.     | 6       | 6       | 25. studenoga 2022.   | 30. prosinca 2022.    |
|        | 4.     | 6       | 6       | 26. travnja 2024.     | 31. svibnja 2024.     |